# Urmotten
Die Urmotten (Micropterigidae) sind eine Familie der Schmetterlinge (Lepidoptera). Sie sind die einzige Familie innerhalb der Zeugloptera, die die primitivste Unterordnung der Schmetterlinge darstellen. Sie kommen weltweit mit ca. 100 Arten vor. Sie sind den Köcherfliegen (Trichoptera), mit denen die Schmetterlinge am nächsten verwandt sind, sehr ähnlich. Im Gegensatz zu diesen haben die Falter aber beschuppte Flügel. Auch die Puppen ähneln mehr denen von Köcherfliegen. Die Gliedmaßen, Flügel und Fühler sind bei ihnen nicht mit dem Körper verklebt, es handelt sich um sogenannte freie Puppen (Pupa libera) und nicht um Mumienpuppen.

## Merkmale
Die Falter erreichen eine Flügelspannweite von 7 bis 15 Millimetern und haben eine langgestreckte Körperform. Die Vorderflügel sind 2,5- bis 4-mal länger als breit und überwiegend metallisch glänzend gefärbt oder weisen zumindest metallische Muster auf. Die Grundfärbung ist meist bronzefarben oder gräulich-bronzen. Die Hinterflügel sind in etwa gleich breit wie die Vorderflügel und haben bei manchen Arten zum Teil sehr lange Fransen. Die Falter tragen einen auffälligen Haarschopf auf dem Kopf, den auch die Familien der Langhornmotten (Adelidae) und Trugmotten (Eriocraniidae) aufweisen. Die fadenförmigen Fühler sind mittellang und werden ca. 0,6- bis 0,9-mal so lang wie die Vorderflügel. Neben den Facettenaugen haben die Urmotten auch zwei Punktaugen (Ocelli). Sie sind die einzigen Schmetterlinge, die statt eines Saugrüssels kauende Mundwerkzeuge, bestehend aus kurzen Maxillen und normal ausgebildeten Mandibeln, besitzen. Damit können sie Pollen fressen. Ihre fünfsegmentigen Maxillarpalpen sind gut entwickelt, ihre Labialpalpen sind es nur zum Teil, bei manchen Arten sind sie kurz oder stark zurückgebildet. Alle sechs Beine sind gut entwickelt und zum Laufen geeignet und sie haben ein doppeltes Paar Sporne an den Hinterseiten der Tibien.
Die Flügeladerung beider Flügelpaare ist gleich: Sie haben jeweils 11 bis 14 Flügeladern mit zwei Analadern (1b und 1c).
Die Raupen haben mit denen anderer Schmetterlinge nur wenig gemein. Sie sind weiß und tragen auf jedem Segment ein Beinpaar, das aus einem kegelförmigen Schaft besteht, der am Ende zu einer Spitze zusammenläuft. Somit sind sie die einzigen Schmetterlingsraupen mit ausgebildeten, echten Bauchbeinen.

## Lebensweise
Man findet die Falter tagsüber auf den Blüten von Kräutern, Sträuchern und Bäumen.

## Systematik
Die Familie der Urmotten ist in Europa mit 46 Arten vertreten, von denen in Mitteleuropa 15 Arten vorkommen:
- Micropterix aglaella (Duponchel, 1838) CH, D
- Micropterix allionella (Fabricius, 1794) A, CH, D
- Micropterix aruncella (Scopoli, 1763) A, CH, D
- Micropterix aureatella (Scopoli, 1763) A, CH, D
- Micropterix aureoviridella (Höfner, 1898) A, CH, D
- Micropterix calthella (Linnaeus, 1761) A, CH, D
- Micropterix isobasella Staudinger, 1871 CH
- Micropterix mansuetella Zeller, 1844 A, CH, D
- Micropterix myrtetella Zeller, 1850 A
- Micropterix osthelderi Heath, 1975 A, CH, D
- Micropterix paykullella (Fabricius, 1794) A, CH, D
- Micropterix rablensis Zeller, 1868 A
- Micropterix rothenbachii Frey, 1856 A, CH, D (Synonym: Micropteryx rothenbachii[3])
- Micropterix schaefferi Heath, 1975 A, CH, D
- Micropterix tunbergella (Fabricius, 1787) A, CH, D

Am 15. Dezember 2015 berichtete der ORF online über die Entdeckung einer neuen Art:
- Micropterix gaudiella wurde von Wissenschaftern der Tiroler Landesmuseen unter Leitung von Peter Huemer in den Bergamasker Alpen, Italien neu gefunden. Bisher waren nur sechs Arten von auf die Alpen beschränkten „Urfaltern“ bekannt. Der Artzusatz gaudiella nach lateinisch gaudium drückt die Freude aus, noch eine siebte Art gefunden zu haben.

Der Falter ist nur 7–8 mm groß und metallisch gold und purpur gefärbt, er beißt und kaut mit seinen Kauladen Pollen und wurde auf Blüten von Rosen und Sonnenröschen gefunden. Er kommt in einer Höhenlage von 1600 m vor und fliegt nur bei Sonnenschein.

## Fossile Belege
Der älteste gesicherte fossile Nachweis einer Urmotte stammt aus Libanon-Bernstein (ca. 130 Mill. Jahre, Unterkreide). Die Zuordnung eines viel älteren, aus der Oberen Trias Südafrikas stammenden Insekts zu dieser Familie ist umstritten. Weitere Funde aus der Kreidezeit wurden unter anderem in Kanadischem, Burmesischem und Sibirischem Bernstein gemacht. Darüber hinaus kommen Vertreter dieser Familie im eozänen Baltischen Bernstein (40 bis 50 Mill. Jahre) sowie Bernstein aus der etwas jüngeren Lagerstätte bei Bitterfeld vor. Unter den Bernsteininklusen befinden sich sowohl Larven als auch Imagines.